# Juan (emperador)
Juan (en latín, Ioannes), fue un usurpador romano (423-425) contra Valentiniano III.
Tras la muerte del emperador Honorio el 27 de agosto de 423, Teodosio II, el emperador oriental y representante de la dinastía teodosiana en el poder en aquel tiempo, quedó como gobernante nominal de todo el Imperio romano. Durante los primeros meses hizo poco por afianzar su control de la parte occidental lo que fue aprovechado por los altos funcionarios civiles para proclamar a Juan como emperador de Occidente sin que el general en jefe del ejército, Castino, se opusiera a ello.

## Biografía
Juan era un primicerius notariorum o sirviente civil veterano por aquel tiempo. Procopio alaba su templanza, inteligencia y habilidad general. En contra de los emperadores teodosianos, toleró todas las sectas cristianas. Su control sobre la Galia no era seguro: su prefecto pretoriano en la región fue asesinado en Arlés en una insurrección del ejército. Y el comes Bonifacio, que controlaba las provincias africanas, retuvo el grano del imperio privando de él a Roma.
Juan esperaba poder llegar a un acuerdo con el emperador Teodosio, pero cuando este nombró al joven Valentiniano III primero César y después coemperador como Augusto, indudablemente influenciado por la madre, Gala Placidia, supo que la guerra no se haría esperar. A finales de 424, envió a uno de sus jóvenes, aunque prometedores, seguidores, Aecio, en embajada a los hunos para pedir ayuda militar.
Cuando Aecio se encontraba lejos embarcado en su misión, el ejército del Imperio de Oriente dejó Tesalónica en dirección a Italia, pronto se hicieron con Aquilea, a la que convirtieron en su base. Las siguientes acciones militares no fueron concluyentes hasta que la guarnición de Rávena fue convencida para entregarlo a los imperiales. El emperador caído fue llevado a Aquilea donde primero le cortaron la mano, fue paseado en cueros por el Hipódromo con los insultos del pueblo, y finalmente tras muchos otros insultos e injurias fue decapitado en junio o julio de 425.
Tres días después de la muerte de Juan, Aecio volvió al frente de un importante ejército huno. Tras una escaramuza preliminar, Placidia y Aecio llegaron a un acuerdo: los hunos serían recompensados y se marcharían a sus hogares, mientras Aecio recibiría el puesto de magister equitum per Gallias o comandante en jefe del ejército romano en la Galia. De este modo, se estableció el devenir de la política del Imperio de Occidente para los siguientes treinta años.